# Capitán Bumerang
Capitán Bumerang (George  Harkness) es un supervillano ficticio que aparece en los cómics estadounidenses publicados por DC Comics. El personaje es un enemigo tanto de Barry Allen como de Wally West, quienes asumieron el rol del superhéroe Flash. Creado por el escritor John Broome y el artista Carmine Infantino, el Capitán Bumerang apareció por primera vez en The Flash # 117 (diciembre de 1960).
Durante la trama de Identity Crisis de 2004, George Harkness es asesinado y su hijo, Owen Mercer (también conocido como Owen Harkness), asume el papel de su padre como Capitán Boomerang por un período de tiempo hasta su propia muerte. Siguiendo la historia de la noche más negra de 2009–2010, George Harkness vuelve a la vida y regresa como el capitán Boomerang. Tras el DC Rebirth de 2016, la encarnación de George Harkness del Capitán Boomerang forma parte del equipo de supervillanos Escuadrón Suicida en el quinto volumen de la serie de cómics del mismo nombre del equipo.
Digger Harkness fue interpretado en la serie de trelevisión del Arrowverso Arrow por Nick E. Tarabay, y por Jai Courtney en las películas de DC Extended Universe Escuadrón suicida (2016) y su secuela El Escuadrón Suicida (2021). Además, Mercer aparece en la serie del Arrowverso The Flash, interpretado por Richard Harmon.

## Historial de publicaciones
Digger Harkness apareció por primera vez en The Flash # 117 (diciembre de 1960) y fue creado por el escritor John Broome y el artista Carmine Infantino. A lo largo de los primeros años de existencia del personaje, el Capitán Boomerang habló con un acento estadounidense. A partir de finales de los años 80, desarrolló un acento australiano.
Owen Mercer apareció por primera vez en Identity Crisis # 2 (2004) y fue creado por Brad Meltzer y Rags Morales.

## Biografías de los personajes ficticios

### George Harkness
Secretamente el hijo ilegítimo de un soldado estadounidense y una mujer australiana, Harkness fue criado en una ciudad australiana llamada Kurrumburra en la pobreza, durante el cual desarrolló una gran habilidad en hacer bumerangs, y a usarlos como armas. Como un adulto joven, fue contratado como intérprete y promotor de bumeranes por una empresa de juguetes, que era, sin él saberlo, poseída por su padre biológico. Fue en este tiempo que él desarrolló la personalidad de Capitán Bumerang que iba a seguir utilizando en su carrera criminal más tarde. El público se burlaba de él, y un Harkness resentido volvió a usar sus bumeranes para el crimen. Cuando empezó a cometer delitos se quitaba las sospechas de sí mismo fingiendo brevemente que otro hombre se hacía pasar por él, mostrándole a sus "padres", (en realidad otros delincuentes) a Flash después de que Flash lo pilló al lado de una escena del crimen. Él casi logró matar a Flash después de noquearlo con un bumerang, luego atándolo a un bumerang gigante que disparó, que luego se envió al espacio y luego cayó en el océano. Sin embargo, Flash fue capaz de escapar de sus ataduras a pruebas de fricción al vibrar rápidamente sus moléculas. También aumentó la velocidad del bumerang tanto que era capaz de usarlo para derrotar y encarcelar a Harkness y los dos ladrones.
Aunque carecía de cualquier talento real, él se convirtió en un enemigo recurrente de Flash y los fanes, por lo general al elaborar bumeranes alterados que podrían producir efectos sorprendentes (algunos explotarían, otros tenían bordes afilados, etc.), y usándolos implacablemente. Se convirtió en un miembro de los Renegados, un grupo de villanos dedicado a oponerse a Flash, y que se organizó por primera vez después de que Gorilla Grodd los sacó de la cárcel. Aunque fue capturado cuando Flash hizo que sus armas los golpearan, ellos continuaron actuando juntos.
A lo largo de los primeros años de existencia del personaje, Capitán Bumerang habló con acento estadounidense. A partir de finales de 1980, desarrolló un acento australiano.
Más tarde, Harkness se convirtió en un miembro menos que efectivo del Escuadrón Suicida a cambio de ser perdonado por sus crímenes. Sin embargo, la personalidad áspera y el racismo flagrante del Capitán Bumerang (entre otras cosas, se refirió constantemente al miembro negro del equipo Tigre de Bronce como "abbo") causó una fricción considerable entre sus compañeros, y se le considera un miembro peligroso, vicioso, cobarde y poco confiable- disfuncional incluso para los estándares del escuadrón y el equivalente de un payaso de la clase.
Amanda Waller, oficial al mando del escuadrón, caracterizó al Capitán Bumerang como "un idiota y un torpe". Esto no fue una reputación inmerecida, ya que, entre otras cosas, Harkness simplemente vio como su compañera Mindboggler recibió un disparo en la espalda, aunque él podría haberla salvado fácilmente. (Mindboggler anteriormente había utilizado sus habilidades mentales de manipulación sobre Harkness para que se callara cuando estaba abusándose verbalmente de otro miembro.) También manipuló a otro miembro del equipo, Slipknot, para que huya de la acción sólo para ver si las pulseras explosivas que los miembros del equipo llevaban realmente se activen si el usuario intentaba escapar. (Por desgracia para Slipknot, eso hicieron). Él tenía miedo de aprender Ifrit, una inteligencia artificial que utiliza el equipo rival la Jihad, que había sido creado sobre la base de los patrones de pensamiento de Mindboggler, y reveló lo que había pasado.
Cuando estaba en el escuadrón, Harkness tomó brevemente el traje del Amo de los Espejos para cometer robos. Sin embargo, esta carrera duró poco cuando fue atrapado y traído ante Waller, que le puso fin al meterlo en una escena falsa de ataque donde fue obligado a cambiar constantemente entre Amo de los Espejos y Capitán Bumerang. Ella rescindió de los beneficios que Harkness había recibido tales como su piso franco en Nueva Orleans y su estado como miembro voluntario del escuadrón.
Varias veces Digger tuvo que ser engañado para entrar en combate, pero cuando enfrentaba enemigos demostraba ser más que competente en mantener su final de la pelea. Harkness también jugaría algunos papeles encubiertos para el equipo, logrando de forma convincente ser otros tipos criminales viscosos. Más tarde, Digger intentaría una simple serie de travesuras para divertirse, golpeando a varios miembros del escuadrón con pasteles. Durante un tiempo, la sospecha se había desviado de él porque había usado sus habilidades para lanzarse un pastel a sí mismo, aparentemente siendo golpeado por el "agresor" desde detrás de una pared. Cuando el Escuadrón enfrentó a Digger como el culpable, perdió los estribos y gritó que no podían castigarlo realmente, puesto que ya estaba en la cárcel y en el Escuadrón Suicida. Él le preguntó a Waller, "¿Qué vas a hacer al respecto, gorda?" Waller lo arrojó desde un helicóptero en una isla desierta.
Debido a diversos eventos, principalmente Waller rompiendo muchas reglas haciendo que una banda criminal sea despiadadamente asesinada a tiros, el escuadrón se separó por un año. Cuando Waller se acercó de nuevo porque era necesaria, reformó el equipo e hizo recoger a Digger. En ese momento, él estaba tratando de construir un bumerang masivo para llevarlo de regreso al continente.
Harkness reveló un profundo patriotismo por su país natal, Australia, a pesar de que sus compatriotas no se interesan por él en absoluto, y un tremendo miedo de que se rieran. Su compañero Deadshot comentó que a menudo deseaba que matar a Harkness, sobre todo después de que su alcoholismo les llevó a perder un avión y a Deadshot a perder su uniforme y entrar en una fase depresiva a causa de ello. Irónicamente, cuando Bumerang movió los hilos para recuperar el traje de Deadshot, la psique de Lawton había pasado a una fase que le llevó a detestarlo. Harkness se quedó con el escuadrón hasta que se disolvió después de una exitosa misión en Diabloverde.
Sin embargo, a pesar de ser un empleado algo confiado, Harkness todavía era bastante amoral y codicioso, vendiendo a Adam Cray, el Átomo, por medio millón de dólares.

#### Otras apariciones
Digger más tarde apareció en Superboy con otro escuadrón. Mientras estaba en una misión para destruir un escondite criminal bajo el agua, Deadshot le disparó en las manos y al parecer cayó a su muerte.
Más tarde apareció en las páginas de Flash con manos cibernéticas. Junto a otros cuatro Renegados, tuvo la oportunidad de su compatriota Abra Kadabra de convertirse en mucho más de lo que eran. Desafortunadamente para el Capitán Bumerang, el Capitán Frío, Amo de los Espejos, el Mago del Clima y Ola de Calor, la promesa de gloria de Kadabra fue en realidad un ardid para liberar a Nerón y obtener poder. Nerón luego resucita a los cinco Renegados, dándoles poderes y enviándolos en un alboroto sangriento que destruye gran parte de la ciudad natal de Flash y mata a miles de personas. Finalmente, Flash y Linda Park liberan a los Renegados; los muertos son restaurados a la vida.
Después de ser restaurado a la vida, Bumerang y los Renegados, junto con el Tramposo, buscó un artefacto que les protegería de Nerón si alguna vez tiene un interés en ellos de nuevo. El Tramposo los acompañó para ayudar a una vieja exnovia a recuperar a su hijo secuestrado. Al final, el Tramposo encontró al niño, que resultó no sólo ser el agente profetizado de un dios, sino también el hijo del Tramposo. También fue capaz de convencer a Nerón de dejar solos a los Renegados, con los Renegados ya sea viniendo más oscuros de sus experiencias, o buscando la iluminación, como Ola de Calor, que se retiró con los monjes.
Capitán Bumerang también participa con el evento Joker: Last Laugh. Después de haber sufrido un accidente con una de sus bumeranes explosivos, Digger es transferido en ambulancia a la ciudad de Keystone. En el camino, la ambulancia es atacada por un Deadshot Jokerizado, que decide prestarle a su viejo amigo una mano al inyectarle el suero del Joker. El factor curativo del suero revive a Digger, que se cura de sus enormes quemaduras corporales y se prepara para atacar Flash en la prisión de Iron Heights. Sin embargo, una vez allí, quedó inconsciente por un Flautista Jokerizado.

#### Identity Crisis
Capitán Bumerang fue asesinado en la miniserie Identity Crisis por Jack Drake, padre de Tim Drake. Digger había sido enviado por el verdadero asesino para atacar a Jack Drake, sólo que el asesino traicionó a Digger y le envió a Drake una advertencia y una pistola para defenderse; el asesino más tarde defendió la acción diciendo que Bumerang fue contratado porque era un incompetente tal que Jack sólo tendría que apretar el gatillo y estaría a salvo. Digger logró matar a Drake, pero no antes de que él se suicidara.

#### "Rogue War"
Digger fue revivido temporalmente más adelante por el agente James Jesse, el ex  Tramposo, durante la historia "Rogue War", cuando Jesse utilizó tecnología no especificada para revivir temporalmente a Bumerang en un intento de encontrar información acerca del escondite actual de los Renegados. Sin embargo, Jesse fue llamado debido al último atentado de los Renegados antes del renacimiento de Harkness, o sea que la única persona presente cuando Harkness fue reanimado brevemente era Ashley Zolomon, la exesposa de Hunter Zolomon (un ex Flash Reverso), que se había criado sobre la base de su experiencia en el trato con los Renegados. Durante su breve regreso a la vida, Harkness le pidió a Ashley que le diga a su hijo que lo amaba y le advierta que nunca revele el verdadero nombre de su madre por temor a que los Renegados lo maten.

#### "Blackest Night"
En el crossover Blackest Night, sus restos son reanimados como miembro del Cuerpo de Linterna Negra, y se une a los reanimados Jack y Janet Drake, John y Mary Grayson, Tony Zucco, y los enemigos fallecidos originales de Batman en un intento por quitarle la vida al actual Batman y Robin Rojo. Son encontrados con la interferencia de Deadman, que había poseído el cuerpo del demonio Etrigan. Su ataque es finalmente cancelado cuando Batman y Robin Rojo se congelan criogénicamente a sí mismos, sin dejar emociones para que los Linterna Negra los detecten.
Harkness más tarde se une a otros miembros reanimados de los Renegados para matar a sus miembros aún vivos. Sin embargo, la batalla resulta un sorteo en ambos lados. El hijo de Harkness, Owen, llega y lo aleja de la batalla, creyendo que puede traer a su padre de vuelta. Digger convence a su hijo que tiene que alimentarse de los vivos para poder vivir y Owen atrae a la gente (como el villano recién llegado Sandblast) a un pozo en una obra de construcción donde Digger está esperando. Los Renegados rastrean a Owen, el Capitán Frío lo reprende por lo necio que es al creer las mentiras de Digger. Cuando descubren los restos de un familiar cercano, el Capitán Frío le recuerda a Owen que "los Renegados no matan mujeres o niños." Él mete a Owen en el hoyo donde Digger le arranca el corazón a su hijo. Un anillo negro luego baja para hacer a Owen un Linterna Negra. El Harkness Linterna Negra y su hijo son entonces encerrados en hielo por el Capitán Frío. Digger logra escapar y unirse a la batalla masiva contra los héroes donde es traído a la vida, con salud, y en mucho mejor forma que la del momento de su muerte. Él parece estar confundido en cuanto a lo que está pasando antes de ser noqueado por Flash.

#### "Brightest Day"
Durante el prólogo Brightest Day, Digger se ve encerrado en su celda de Iron Heights. Digger es visitado por Tim Drake, cuyo padre, Jack Drake, Harkness asesinó. Tim le dice que si trata de escapar, va a perseguirlo personalmente. Más tarde recibe un mensaje del Capitán Frío diciendo que si quiere ser uno de los Renegados de nuevo, tiene que probarlo escapando de la prisión por su cuenta. Después de ser golpeado por los guardias, Digger es visto en la bahía médica cuando de repente se encuentra a sí mismo capaz de crear bumeranes con energía que explotan al contacto. Si bien no entiende de donde proviene este nuevo poder, Digger lo utiliza para escapar de Iron Heights y ataca a los Renegados antes de que traten de aprehender a Flash por asesinar al Monarca de los Espejos. Poco después, se encuentra enfrentando un Flash herido.
Capitán Bumerang es en un momento contactado por la Entidad, que le instruye para lanzar un bumerang a Dawn Granger. Después de ver la visión de sus poderes fuera de control, causando que ataque a todos, incluyendo a sus compañeros renegados. Después de que Capitán Bumerang se cuela en Iron Heights, donde el Profesor Zoom está encerrado. Bumerang lo liberó, con la esperanza de que podría ayudarle a entender mejor su versión del mensaje de Entidad. Sin embargo, Profesor Zoom se negó a responder y escapó como Digger fue confrontado por los Renegados. Capitán Frío golpea a Digger por liberar al Profesor Zoom, Digger le explica una importancia del mensaje de la Entidad. Más tarde, Capitán Bumerang es contactado una vez más por la Entidad que le dice que debe completar su tarea, lo que provocó que Digger viajara al bosque de Star City que por ahora está rodeado por una barrera blanca. Allí Capitán Bumerang descubre que es el único que puede entrar en el bosque. Dentro del bosque, Capitán Bumerang encuentra a Dawn y le lanza un bumerang. Halcón, sin embargo, no llega a atrapar el bumerang y en su lugar el bumerang es capturado por Deadman, que acabó muriendo en el proceso y Halcón queda para noquear a Capitán Bumerang. Después de que la Entidad proclama que Capitán Bumerang ha completado su tarea, y su vida le es restaurada, la Entidad les revela que el bumerang fue parte de un plan para liberar a Halcón de su papel como un avatar de la guerra de los Señores del Caos: su acto de salvar a Dawn liberó a los Señores del Caos que tienen a Halcón y le permite a Hank ser fiel a sí mismo.
En la secuela de "Brightest Day", Capitán Bumerang perdió sus habilidades de Linterna Blanca. Sin embargo, él busca una manera de recuperar este poder perdido, finalmente roba la negación plausible en Gotham City, pero es detenido por Robin Rojo, que lo está acechando. Durante la lucha, Robin Rojo, que había perdido a su padre debido al Capitán Bumerang, le permite vivir y lo dejó bajo la custodia de la policía.

### Owen Mercer

#### Orígenes
Durante el inicio de la historia Identity Crisis, "Digger" Harkness alias Capitán Bumerang se vio como un villano obsoleto en el mundo moderno de los supervillanos. Regularmente subiendo al satélite de supervillanos en busca de trabajo, pidiendo favores de la Calculadora, que estaba al final de su cuerda en busca de un trabajo que le puso en el mapa de nuevo.
Durante este tiempo él sentía que era el momento de llegar al hijo que nunca crio, Owen Mercer. Antes de la muerte de Harkness, los dos se unieron. Retomando el legado de su padre, se convirtió en el segundo Capitán Bumerang. Capitán Frío, hermano de Golden Glider (que se creía que era la madre de Owen), llevó a Owen como uno de los Renegados.

#### Renegados
Aunque Owen inicialmente no tenía un apego real a los Renegados (e incluso expresó opiniones diversas, aunque cortas, en voz alta), empezó a disfrutar de la finalidad y sentido de la familia que el equipo le ofreció después de descubrir que el cuerpo de su padre había sido robado para usarse en un laboratorio (que se reveló más tarde que es parte de un plan para conseguir los recuerdos de Harkness).
Alrededor de este tiempo, comenzó la Guerra de Renegados, en la que los Renegados "reformados" lucharon contra los Renegados del Capitán Frío. El propio Harkness le dice a Ashley Zolomon (él fue revivido brevemente por los Renegados "reformados", como parte de un experimento) que Golden Glider no es la verdadera madre de Owen. Más tarde, se revela en Flash # 225 (enero de 2006) que Meloni Thawne es la madre de Owen Harkness, anteriormente Owen Mercer, el nuevo Capitán Bumerang, habiéndolo concebido por el Bumerang original, mientras estaba atrapado en el siglo 30. No se sabe si ella dio a luz a Bart Allen o Owen primero, o cómo Owen volvió a nuestro propio tiempo.

#### La Sociedad
Durante la Crisis infinita, Owen fue parte del grupo de villanos de Luthor. Él, el Capitán Frío, y Amo de los Espejos fueron enviados a custodiar una fábrica contra los Outsiders, bajo el mando de Deathstroke (que en realidad era Arsenal disfrazado). Cuando la batalla entre Outsiders y Renegados destruyó la maquinaria en la fábrica, los Renegados y otros villanos no ayudaron en la lucha en absoluto y luego en la explosión, es salvado por los Outsiders, mientras que los Renegados los dejaron en la base para que estallen. Él es enviado con las autoridades fuera de pantalla.
Durante la serie 52, Owen es parte de un Escuadrón Suicida enviado por Amanda Waller para atacar a Black Adam.

#### Outsiders
Durante los sucesos conocidos como One Year Later, Owen se encuentra colocado en la prisión metahumana conocida como Iron Heights. Allí se encuentra siendo el compañero de celda de Rayo Negro, que fue detenido por un asesinato que cometió Deathstroke. Pronto se descubrió que los otros reclusos han aprendido la identidad de Rayo Negro y están planeando asesinarlo. Los Outsiders se dan cuenta de esto y tratan de sacar a Pierce de la cárcel. Por desgracia, sale terriblemente mal. A medida que se escapan, Rayo Negro pide que lleven a Owen con ellos, lo que hacen a regañadientes. Mientras escapan, el jet de los Outsiders, Pequod, es derribado, y mientras el equipo se escapa, el mundo los cree muertos.
A causa de este evento y la Libertad de Tratado de Poder, el equipo ahora trabaja encubierto. La mayoría de los Outsiders actuales son creídos muertos hasta que una misión fallida reveló su presencia en el mundo. Su historia como Renegado fue explotada varias veces por el líder del equipo Nightwing de torturar dictadores a eliminar un Jay Garrick clonado. Sin embargo, se revela que su deseo de unirse a los Outsiders viene de su deseo de tener una familia. Nightwing le permitió unirse a su equipo en parte porque Arsenal sintió que sería digno, y porque Owen se ha esforzado por encontrar una familia desde la muerte de su padre y el estallido de la Guerra de Renegados.
Owen buscó al Robin actual debido a su conexión, donde sus padres se mataron unos a otros. Mientras Robin creía originalmente que Owen estaba buscándolo con el fin de terminar la lucha que su padre comenzó, en Robin # 152, Owen reveló que quería hacer las paces con el héroe más joven, y ha ofrecido su asistencia para ayudar a Robin a destruir una bomba creada por Joker. Los dos más tarde pasan la noche siguiente tendiendo viejos escondites de varios villanos. Después, Robin ganó un poco de respeto civil para Bumerang a pesar de lo que sus padres se hicieron. Bumerang intentó estrecharle la mano a Robin, pero Robin negó el gesto al no sentirse preparado para dar ese paso.
En algún momento durante su estadía con los Outsiders, el Capitán Frío se acercó al mercenario Deathstroke con una oferta en relación con Owen. A cambio de secuestrar a la hija de Deathstroke, Rose (que había traicionado a su padre y se unió a los Jóvenes Titanes), y entregarla a su padre, Deathstroke debería localizar a los Outsiders y entregar a Owen a los Renegados. Los villanos planeaban forzar a Owen a cooperar con el equipo al administrarle el mismo agente de control mental que Deathstroke había utilizado en su hija, así como a la compañera de Batman, Cassandra Cain. Sin embargo, este plan se vino abajo cuando Rose escapó y ayudó a los Jóvenes Titanes a derrotar a los Renegados, que llevó a Deathstroke a retractarse.
Owen también ha desarrollado una estrecha amistad con Supergirl, Kara Zor-El. Después de que Supergirl regresó de su tiempo con Power Girl, Kara comenzó a buscar comenzar una vida normal en la Tierra y salió en una "cita" con Owen, en la que hablaban de sus problemas del pasado. Kara ha apodado Owen a "Boomer". Aunque la pareja a menudo coquetean entre ellos, nunca han progresado a una relación romántica. Esto proviene principalmente del hecho de que Kara sigue mostrando interés en Nightwing, y en broma le dice que lo que ella y Owen tienen es más una relación entre hermanos, en la que él tiene una fijación malsana en su "hermanita".
Sintiéndose rechazado después de la relación de Kara con Power Boy, Owen va a un bar donde conoce a Cassandra Cain (Batgirl), quien en ese momento estaba siendo controlada mentalmente por Deathstroke, y que ha sido contratada para matar a Supergirl. Cassandra secuestra y tortura a Owen para atraer a Supergirl. Por desgracia, esto demuestra ser innecesario, ya que Kara había localizado a Casandra por su cuenta, sin ningún conocimiento del secuestro de Owen. Batgirl casi logra derrotar a Supergirl, pero es derrotada cuando Kara genera piedras solares de Kriptón que atraviesan a su enemiga. Kara luego lleva a Owen al hospital donde se le trata. Mientras sigue en atención médica, se descubre que Power Boy ha estado acechando a Kara.
Después de una ruptura bastante violenta de Kara con Power Boy, la tierra fue superada por los espíritus de la Zona Fantasma, que comenzaron a surgir desde dentro de Superman. Kara logró derrotar a los fantasmas y regresar a la Tierra a la normalidad. Después, en Supergirl #19 Kara comienza a hacer las paces con toda la gente que ha herido desde su llegada en la tierra. Entre ellos, Boomer, con quien se disculpa por dejarlo hacerle daño y mangonearlo. Durante esta conversación, la cuestión de la relación de Owen con Kara finalmente se aclaró. Cuando Kara le preguntó qué siente cuando ella le mangonea, Owen responde: "Bueno, si me lo permites... para mí haber sido "mangoneado" sería presumir que pensé que tenía una oportunidad... Para mí, creer que tuve una oportunidad con una chica de dieciséis años -- con hipersueño con energía cristálica sea lo que sea eso... eso significaría que soy una basura que siente algo por una menor. Lo cuál no soy". 
En Checkmate #13-15, crossover con Outsiders #47-49, Checkmate secuestra a todos los miembros de los Outsiders excepto  Nightwing, lo que le permite infiltrarse en su sede a ofrecerles un trato: los Outsiders no se separarán por sus acciones en África a cambio de infiltrarse en la Isla de Oolong en nombre de Checkmate. Durante la operación, Nightwing, Owen, y Reina Negra de Checkmate son secuestrados por Chang Tzu, y los dos últimas son torturados y experimentados. Después de que Batman rescata a los Outsiders en territrorio norcoreano y Nightwing le da una mano al equipo, Owen y Nightwing se emparejan en "audiciones" por la nueva alineación. Llevado demasiado lejos, sintiendo que no necesita probarse a sí mismo nunca más, Owen regresa al Escuadrón Suicida aunque Batman siente que podría ser un buen doble agente.

#### Escuadrón Suicida
En All Flash #1, Owen, como parte del nuevo Escuadrón Suicida captura a dos de los Renegados que son responsables de la muerte de Bart Allen, Ola de Calor y Mago del Tiempo, en Luisiana. En Countdown #39, él y el resto del equipo persiguen a Piper y a Tramposo a Gotham City después de haber escapado de ser capturado por el miembro del escuadrón Deadshot. El Escuadrón sin embargo, es tan poco exitoso como Deadshot, y los dos Renegados escapan de la captura.

#### Blackest Night
Owen visita la tumba de su padre, junto con Tar Pit, cuando el enjambre de anillos negros vuelan a la cripta, reanimaron a todos los villanos muertos como Linternas Negras, incluyendo a su padre. Los Renegados pelean en Iron Heights, cuando la batalla resultó en un empate en ambos lados y el hijo de Harkness, Owen, llega y lo alejó de la batalla, creyendo que puede traer a su padre de vuelta. Más tarde, Owen aparentemente ha encadenado el cuerpo de su padre y le da de comer a las víctimas como un villano llamado Sandman que dependía de Owen para meterlo en los Renegados. Se revela que Owen ha sido engañado por Bumerang al creer que la sangre de suficientes víctimas le puede traer de vuelta a la vida. Los Renegados rastrean a Owen con el Capitán Frío reprendiéndolo por creer las mentiras de Harkness. Al darse cuenta de que Owen ha roto el código de honor de los Renegados al matar a mujeres y niños, Frío lo mete en el hoyo. El corazón de Owen es arrancado por su padre, con un anillo entrando para revivirlo como un Linterna Negra. El Owen Linterna Negra y su padre son entonces encerrados en hielo por Frío. Su padre logra escapar y unirse a la batalla masiva contra los héroes donde recupera la vida y la salud.

#### The New 52
George Harkness regresa como Capitán Bumerang en the New 52. Capitán Bumerang y un nuevo personaje llamado Yo-Yo se unen al Escuadrón Suicida para sustituir a los miembros fallecidos Savant y Voltaic. Él le dice al equipo que es el nuevo comandante de campo para el Escuadrón Suicida al ser colocado en esa posición por Amanda Waller. Pero esto se revela ser más que un montaje orquestado para darles una moneda de cambio para derivar una milicia de Basilisk armada dirigida por la hermana de una de sus víctimas. Al darse cuenta de la trampa, Bumerang intenta utilizar un detonador que le fue dado que se supone que está conectado a las microbombas en la piel de cada miembro del equipo. Deja de funcionar, y Deadshot se burla de él por pensar que Waller confiaría en él con ese tipo de poder antes de dispararle en la mano.
Más tarde es revelado en la serie que Capitán Bumerang está trabajando para Basilisk como se captura al Escuadrón Suicida. Capitán Bumerang es visto escoltando al equipo hacia los campos de concentración de la milicia Basilisk. Capitán Bumerang libera a Deadshot y el resto del equipo y revela que él era el agente encubierto de Waller. Mientras combatía a la milicia, Capitán Bumerang es noqueado por Araña Negra, que se revela como el traidor en el equipo.

## Poderes y habilidades
Capitán Bumerang lleva una serie de bumeranes en su mochila. Él es un experto en lanzar las armas y así como bumeranes comunes tiene una serie de propiedades especiales, incluyendo bumeranes afilados, explosivos, incendiarios y electrificados.
A su resurrección, Digger descubre que tiene la habilidad de crear bumeranes de energía que explotan al contacto. Sin embargo, esta nueva habilidad se pierde cuando completa la tarea propuesta por el Linterna Blanco, Entidad.
El Capitán Bumerang original luego comenzó a entrenar a su hijo Owen Mercer antes de morir. Ha expuesto la creatividad en sus bumeranes creando "navajarangs" y un bumerán arroja-ácidos.
Owen también ha exhibido "ráfagas de velocidad": breve ráfaga de súper velocidad limitada en distancias cortas, sobre todo al lanzar bumeranes. Esto fueron posible incluso durante el período de tiempo que Bart Allen contuvo plenamente la Fuerza de la Velocidad, por lo general mostrado como su capacidad de lanzar bumeranes a altas velocidades, en lugar de correr. Sin embargo, durante los experimentos de Chang Tzu afirmó que creía que Mercer podía acceder a la Fuerza de la Velocidad, y Mercer negó que ya no tenía más super velocidad, pero Chang Tzu fue capaz de activar la velocidad de Owen involuntariamente, lo que le causó un gran dolor. El origen exacto de este poder permanece sin revelar. Independientemente, a partir de Justice Society of America #8, la Fuerza de la Velocidad parece haber vuelto y es accesible a todos los ex velocistas una vez más.

## Otras versiones
En el one shot de 1997 Tangent Comics Green Lantern, Capitán Bumerang lleva el nombre de Adam Clay, que se convierte en un piloto privado de sus derechos después de que el ejército japonés marchó sobre Birmania y mató a su familia mientras estaban en su plantación de allí. Clay escapa en la avioneta de su familia y forma un grupo de aviadores. Él es apodado "Capitán Bumerang" debido a los orígenes australianos de su familia y sus aviones únicos con forma de "V" que su corporación vuela.
Capitán Bumerang utiliza la cirugía genética procedente del grupo secreto del gobierno Nightwing con el fin de permanecer joven y por lo tanto siempre llevar su corporación privada de aviadores.
Un Harkness más viejo aparece en Kingdom Come de Alex Ross y Mark Waid.
Bumerang aparece brevemente en un panel en el capítulo ocho del cómic Injustice junto con varios otros Flash malvados, luchando contra Cyborg que está exigiendo la ubicación del Amo de los Espejos de él.

## En otros medios

### Televisión
- Un actor vestido como Capitán Bumerang hizo una aparición en Liga de la Justicia episodio "Eclipsado", protagonizado junto a Flash en un comercial de televisión. El actor utilizó un acento australiano.
- La versión de George Harkness de Capitán Bumerang apareció en Liga de la Justicia Ilimitada episodio "Fuerza de Tarea X" (con la voz de Donal Gibson) como miembro de la Fuerza de Tarea X dirigida por Rick Flag. En "Flash y sustancia", Capitán Bumerang fue liberado de la Fuerza de Tarea X ya que el Gobierno de Estados Unidos dijo que estaba "reformado". Capitán Bumerang se une a otros villanos de Central City para destruir a Flash. En ese episodio, aparece en una versión de gabardina simplificada de su traje tradicional. En ambos aspectos, el personaje de Bumerang se define por su frugalidad fiscal; casi abandona la Fuerza de Tarea X al negarse a participar con 75 centavos ("75 centavos son 75 centavos. ¿Se supone que debo tirar el dinero?"), y acosa a su compañero Flash Renegado para pedir ayuda con los costos con su bumerang gigante.
- En Smallville episodio Guerrero, Chloe Sullivan recibe un mensaje de texto de Flecha Verde sobre un "maniático con bumeranes".
- Capitán Bumerang aparece en Batman: The Brave and the Bold con la voz de John DiMaggio. En "Réquiem para un velocista escarlata", se le muestra en un flashback donde tiene a Flash atado a un bumerang gigante sólo para que Batman libere a Flash que derrota al Capitán Bumerang. En "Cuatro estrellas espectaculares", Flash salva a Batman del Capitán Bumerang, que estaba complementando a Batman en el diseño de su batarang.
- La versión de Digger Harkness de Capitán Bumerang aparece en la temporada 3 de Arrow, interpretado por Nick Tarabay.[27] En primer lugar, es introducido en "Guarda tu arco" (y mencionado en The Flash episodio "Flash vs. Arrow"). Más tarde aparece en "The Brave and the Bold", donde se revela que era un exagente del Servicio Secreto de Inteligencia Australiano y una vez un miembro del Escuadrón Suicida. Él ataca a su antiguo comandante del equipo Lyla Michaels, pero posteriormente es derrotado por los esfuerzos combinados de Arrow, Flash, y sus socios respectivos, con Oliver capturándolo mientras Barry usa su velocidad para llevar a su equipo a varias bombas que Harkness plantó en toda Starling City, que tuvieron que ser desactivadas al mismo tiempo. Luego es encarcelado en una prisión de A.R.G.U.S. en Lian Yu, al lado de Slade Wilson.
- La encarnación de Owen Mercer del Capitán Boomerang aparece en la novena temporada de The Flash, interpretada por Richard Harmon.[28] Esta versión es un miembro de los Rengados de Red Death que posee la capacidad adicional de teletransportarse y empuña bumeranes construidos con tecnología de Empresas Wayne.
- La encarnación de George "Digger" Harkness del Capitán Boomerang aparece en el episodio de Young Justice, "Leverage", con la voz de Crispin Freeman. Esta versión es miembro de Task Force X.
- Un Capitán Boomerang no identificado aparece en Harley Quinn, con la voz de Josh Helman. Esta versión es miembro del "Equipo A" del Escuadrón Suicida.

### Películas
- Owen Mercer aparece en Superman/Batman: Public Enemies. Él es uno de los supervillanos que atacan a Superman y Batman[cita requerida]

- La versión de Digger Harkness de Capitán Bumerang hace un cameo en Lego Batman: The Movie - DC Super Heroes Unite.

- Capitán Bumerang aparece en Justice League: The Flashpoint Paradox con la voz de James Patrick Stuart. En el comienzo de la película, él y los Renegados están atacando a Flash, pero el Profesor Zoom traiciona a los Renegados y les pega bombas a ellos, que no se pueden quitar. La Liga de la Justicia llega y logra deshacerse de las bombas, Capitán Átomo levanta a Capitán Bumerang al cielo con Cyborg pirateando la bomba para apagar y salvar la vida del Capitán Bumerang. En la línea de tiempo distorsionada del evento "Flashpoint", Capitán Bumerang aparece brevemente luchando contra el Ciudadano Frío en la transmisión de noticias.

- La versión de George "Digger" Harkness de Capitán Bumerang aparece en Batman: Assault on Arkham con la voz de Greg Ellis. Él aparece como un miembro del Escuadrón Suicida. Capitán Bumerang es un rival de Deadshot y uno de los pocos miembros que han formado parte del Escuadrón Suicida antes de los sucesos de la película (junto con Deadshot y Harley Quinn). Él tiene una rivalidad con Deadshot por el liderazgo del equipo y puntería que resulta en varios conflictos. Él es visto con vida por última vez en el Asilo Arkham, después de no poder robar un helicóptero debido a que Deadshot lo golpea.

- Jai Courtney interpreta a la encarnación de George "Digger" Harkness del Capitán Bumerang en películas de acción real ambientadas en el Universo extendido de DC.[29][30]
  - Aparece por primera vez como personaje principal en la película de 2016 Escuadrón suicida. Fue capturado por Flash tras un intento de robo de diamantes y forzado a entrar en el Escuadrón Suicida de Amanda Waller. Se le representa como amante de los unicornios rosados y lleva uno relleno llamado "Pinky". Para probar si las bombas de nanita son un engaño, Digger engaña a Slipknot para que intente escapar. Esto hace que su cabeza explote y Digger se convierta en un miembro reacio del grupo. Digger ayuda al Escuadrón Suicida a luchar contra los ejércitos de Encantadora. Al final de la película, él es el único enojado por haber sido encarcelado de nuevo, mientras que el resto del equipo disfruta de algunos beneficios recompensados cuando grita que se deje salir a un molesto guardia de la prisión para cerrar la ventana de la puerta de la prisión.
  - Courtney repite brevemente su papel en la secuela independiente El Escuadrón suicida (2021).[31] Regresa como miembro del Escuadrón Suicida en una misión para destruir las instalaciones de Jötunheim en Corto Maltese, pero muere en un enfrentamiento con el ejército de Corto Maltés cuando Mongal inadvertidamente hace que un helicóptero se estrelle sobre él.

### Videojuegos
- Capitán Bumerang aparece en DC Universe Online, con la voz de J. Shannon Weaver. Él aparece como un traficante de tecnología en el Salón del Mal. A pesar de que es identificado como "Digger" Harkness, el modelo del personaje parece ser Owen Mercer. Esto puede ser debido a que el Flash del juego fue cambiado de Wally West a Barry Allen a último minuto. (Un caso similar con Flash Reverso)

- Capitán Bumerang aparece en Lego Batman 2: DC Super Heroes, con la voz de Nolan North. Es un jefe y personaje desbloqueable, que se encuentra justo dentro del Asilo Arkham.

- Capitán Bumerang es mencionado por uno de los 20 presos fugados de Blackgate de Batman: Arkham Origins.

- Capitán Bumerang aparece en Lego Batman 3: Beyond Gotham.

- Capitán Bumerang está presente en sala de calderas de la acería sionis de batman arkham city ya que en distintas partes de la sala se ven nombres que posible mente correspondan a la lista de máscara negra, con un acercamiento de cámara se puede ver el nombre de Digger Harkness y en distintas locaciones del mapa se logran ver bumerags dispersados en los callejones.

- Capitán Bumerang también estará presente en el nuevo juego desarrollado por Rocksteady Studios llamado Suicide Squad: Kill the Justice League próximo a estrenarse en el 2022 y siendo uno de los 4 personajes protagonistas y jugables en el videojuego.

### Juguetes
- Capitán Bumerang fue parte de la ola 18 de DC Universe Classics en 2011.[32] También fue parte de la línea de Liga de la Justicia Ilimitada. Owen Mercer apareció en la línea de Crisis Infinita de DC de Mattel de figuras de acción de 10 ½.